# Supervision
Supervision (von englisch supervision, wörtlich „[der] Über-Blick“ oder auch „[die] Übersicht“) ist eine Form der beruflichen Beratung, die zur Reflexion eigenen Handelns anregen sowie Qualität professioneller Arbeit sichern und verbessern soll. Supervision kann psychotherapeutische Elemente enthalten, und die Grenze zur Psychotherapie ist schwer zu ziehen.
Supervisionen werden von einem Supervisor geleitet, der zumeist eine entsprechende Qualifikation oder Zusatzausbildung hat. Einzelpersonen, Gruppen und Organisationen lernen in der Supervision, ihr berufliches oder ehrenamtliches Handeln zu prüfen und zu verbessern. Dazu können die Teilnehmer mit dem Supervisor bestimmte Ziele vereinbaren. Inhalte sind die praktische Arbeit, die Rollen- und Beziehungsdynamik zwischen Mitarbeiter und Klient, Kunde bzw. Patient, die Zusammenarbeit im Team oder auch in der Organisation.
Supervision wird hauptsächlich im medizinischen, psychologischen, sozialen, pädagogischen und therapeutischen Bereich genutzt (Sozialarbeiter, Sozialpädagogen, Erzieher, Ärzte, Pflegepersonal, Psychotherapeuten, Lehrer, Pfarrer etc.), und zunehmend auch in der Wirtschaft (Supervision für Führungskräfte, Projektsupervision). Eine zunehmend wichtige Rolle spielt die Supervision weiterhin im akademischen Bereich, wo sie regelmäßig im Forschungskontext angewendet wird.

## Rollen
Supervision kann ähnlich wie das Coaching im Einzelgespräch oder in der Gruppe stattfinden. Die klassischen Rollen sind Supervisand, Auftraggeber und Supervisor.
Je nach Zielvereinbarung liegt der Fokus auf Methodenkompetenz, Werten und Normen, Persönlichkeitsmerkmalen, Gefühlen, Gedanken und Verhalten, persönlicher Entwicklung, Spiritualität, Zielen und Strategien, Beziehung zwischen Supervisand und Klient, Zusammenarbeit im Team bzw. in der Organisation, Schnittstellen und Synergien, Rollenerwartungen und Rollenverhalten, Diagnose von Klienten (Fallsupervision), Aufbau- und Ablauforganisation, Macht und Verantwortung, Entscheidungsprozessen, Information und Dokumentation, Qualitätsmanagement, (Sozial-)Politik, Rolle von Berufsanfängern, Einführung und Integration neuer Mitarbeiter, Führung, nachbarschaftlichen Beziehungen, Beziehungen zu Interessengruppen, Zusammenarbeit mit dem Träger. Nicht zuletzt ist die Beziehung zwischen Supervisor und Supervisand(en) wichtig und auch oft modellhaft Thema. Supervision beinhaltet oft auch Elemente von Psychotherapie und Organisationsentwicklung.

## Methoden
Je nach historischer Wurzel und „Schule“ wird eher tiefenpsychologisch, gruppenarbeiterisch, klientzentriert, systemisch, konstruktivistisch-systemisch oder integrativ gedacht. Je nach „Schule“ werden entsprechend unterschiedliche Schwerpunkte gesetzt: analytische Reflexion, Hier-und-Jetzt, Ressourcenorientierung, Lösungsorientierung, Betrachtung der Affekte im systemischen Kontext, Respektlosigkeit gegenüber Gewissheiten etc. Allen gemeinsam ist die Vereinbarung von Zielen für einen bestimmten Zeitraum und die regelmäßige Erfolgskontrolle. Es geht also immer um Ziele, eine Bestandsaufnahme, die Reflexion von Erfahrungen – und dann um die Umsetzung von Fähigkeiten in Richtung auf das vereinbarte Ziel.
In Vorgesprächen mit den Supervisionsnehmern und ihren Vorgesetzten wird Vereinbarung werden die Ziele der einzelnen Teilnehmer sondiert und auf dieser Basis eine Vereinbarung über Ziele getroffen.
In der Praxis steht schulenübergreifend ein breites Methodeninventar zur Verfügung und wird situationsspezifisch eingesetzt: was wirkt ist gut. Dazu gehören u. a. Psychodrama, Gruppendynamik, Gestalttherapie, NLP, Themenzentrierte Interaktion, Erlebnispädagogik, systemische Therapie, Grupo Operativo, Rollenspiel, Videoanalyse, Hausaufgaben und vieles mehr.

## Setting
Je nach Ziel und Inhalt wird das Setting gewählt:

### Einzelsupervision
In der Einzelsupervision bespricht ein Supervisand seine berufliche Situation im Einzelgespräch mit einem Supervisor. Inhalt sind insbesondere persönliches Verhalten und die zugrundeliegenden Werte, Erfahrungen, Gedanken und Gefühle.
Vorteil der Einzelsupervision ist es, dass manchmal intime Fragen leichter eingebracht werden.

### Fallsupervision
In der Fallsupervision treffen sich Vertreter verschiedener Berufe oder Mitglieder eines Teams, um die Besonderheiten eines bestimmten Klienten oder Patienten zu besprechen und den Umgang mit ihm zu planen und zu verbessern. Ziele sind Entlastung der Betreuenden und Verbesserung der Betreuung. Die Gruppe dient dabei als Spiegel, in dem Konflikte und Ressourcen deutlich werden und Lösungen gefunden werden können. Hierbei ist der Klient nicht anwesend.
Fallsupervision ist, in anderer Zusammensetzung, ebenfalls sinnvoll, wenn mehrere Institutionen mit dem gleichen Klienten beschäftigt sind: Sozialamt, Jugendamt, Psychiater, Gericht, Partner/Familie, und natürlich die oder der Betroffene selbst.

### Gruppensupervision
In der Gruppensupervision treffen sich Supervisanden aus unterschiedlichen Institutionen und oft auch aus unterschiedlichen Berufsfeldern und tauschen sich über ihre Erfahrungen und Probleme aus, unter Anleitung eines Supervisors. Jeder Teilnehmende erhält abwechselnd Raum, sich einzubringen und für sich zu lernen. Auch hier dient die Gruppe als Spiegel, in dem Konflikte und Ressourcen deutlich werden und Lösungen gefunden werden können.
Vorteil der Gruppensupervision ist es, dass Erfahrungen aus unterschiedlichen Organisationen und deren Methoden und Kultur zusammenkommen und so den Blick öffnen.

### Teamsupervision
In der Teamsupervision steht der Umgang der Teammitglieder miteinander im Vordergrund. Teilnehmer sind die Mitarbeiter eines Arbeitsteams oder eines Ausbildungsteams. Ziel ist ein gemeinsames Lernen, Synergie und Lösungen. Inhalte sind Zusammenarbeit, Ziele, Prozesse, Strukturen, Werte und Kultur. Dazu gehören auch persönliche Themen, diese werden aber nur soweit behandelt, als sie den gemeinsamen Prozess in besonderem Maße hindern oder fördern. Der optimale Umgang mit Klienten ist übergeordnetes Ziel. Die Bearbeitung von Intragruppenkonflikten können zur Verbesserung der Arbeit wie zur Entlastung der Gruppe und der Einzelnen beitragen.
Vorteil der Teamsupervision ist, dass das Gelernte anschließend gemeinsam in die Praxis umgesetzt werden kann.

### Lehrsupervision
In der Lehrsupervision oder Ausbildungssupervision lernen und üben angehende Supervisoren die Methode der Supervision. Inhalte sind die individuellen Praxissituationen, die Beziehung zu und der Umgang mit ihren Supervisanden, die eigene Persönlichkeit, die Rolle als Supervisor und die Rolle des Supervisors in der Organisation des Supervisanden. Inhalt ist auch die Zusammenarbeit in der eigenen Ausbildungsgruppe. Lehrsupervision kann als Einzelsupervision oder als Gruppensupervision stattfinden.

### Intervision
Intervision oder Peer-Supervision ist eine Art Gruppensupervision ohne Supervisor. Supervisanden supervidieren sich gegenseitig. Intervision ist Teil der Ausbildung. Die Teilnahme an Intervisionsgruppen wird von vielen Supervisions-Berufsverbänden für ihre Mitglieder als Qualitätssicherung vorgeschrieben.

## Zur Geschichte
Ursprünglich verstand man als Supervision die Praxisberatung in der sozialen Arbeit. Insbesondere in den USA war Supervision die Aufsicht und Anleitung durch einen Vorgesetzten. Dabei handelte es sich zunächst um freiwillige Sozialhelfer, die von professionellen Sozialarbeitern supervidiert wurden. Supervision diente hier dem Vorgesetzten dazu, professionelles Handeln in seinem Sinne mit dem ausführenden Mitarbeiter durchzusprechen und zu bestimmtem Verhalten anzuleiten. Supervisor war oft der direkte Vorgesetzte. Das heutige Mentoring hat diesen Ansatz übernommen. Manchmal wird auch Coaching so verstanden und eingesetzt. Supervision wird heute in der Regel von externen und unabhängigen Supervisoren geleistet und etliche Berufsverbände schließen eine hierarchische Supervision aus.
Michael Balint, ein ungarischer Psychoanalytiker, entwickelte in den 1950er Jahren in Großbritannien eine Reflexions-Gruppe für Ärzte, bei der diese ihre ungeklärten oder problematischen Beziehungen zu Patienten vorstellten. Ein ausgebildeter Balintgruppenleiter moderierte die Einfälle der Teilnehmenden zu der erkennbaren Beziehungsdynamik und sprach ggf. Spiegelungsphänomene in der Gruppe an. Balintgruppen werden auch in anderen Berufsgruppen, wie zum Beispiel bei Krankenpflegern, Seelsorgern, Lehrern und Führungskräften genutzt. Die Deutsche Balint-Gesellschaft e. V. hat sich zunächst auf die Balintgruppenarbeit mit Ärzten beschränkt. Anders als in einer Supervision wird in einer Balintgruppe der Fokus auf die Beziehungsdynamik gelegt, die Dynamik von Organisationsprozessen ist hier untergeordnet.
Im letzten Jahrzehnt ist die Supervision um die Tradition der Organisationssoziologie und -psychologie bereichert worden: Arbeit wird nicht vom Individuum im luftleeren Raum vollzogen, sondern geschieht immer in einer Rolle (das Gesamt der Erwartungen an den eingenommenen Status), die eingebunden ist in einen organisationalen Kontext. Sowohl strukturelle Hierarchien als auch individuelle Arbeitsvollzüge prägen das Rollenverhalten und damit auch das innere Erleben des Betreffenden. Nur wenn diese Schnittstelle von inneren Bedürfnissen und äußeren Anforderungen von den Menschen bewältigt wird, äußert sich dies z. B. in Form von „Zufriedenheit am Arbeitsplatz“. Konzeptionell müssen dabei die Denkkategorien: Normen, Geschäftsprozesse, Interaktion und Emotion beachtet werden, da Organisation als offenes System zu behandeln ist.

## Abgrenzung
Supervision und Balint-Gruppe
In Balint-Gruppen besprechen Ärzte, Pfleger, Sanitäter, Therapeuten (oder Vertreter anderer Professionen mit Belastungssituationen) anhand eigener Fallgeschichten ihre Beziehung zu Patienten. Ein wesentlicher Inhalt ist dabei immer die eigene Persönlichkeit und die Übertragung und Gegenübertragung zwischen Therapeut und Patient. Die Balint-Gruppe dient neben der Lehranalyse auch zur Ausbildung zum Psychoanalytiker.
Supervision und Coaching
Supervision und Coaching sind lediglich unterschiedliche Namen für vergleichbare Verfahren. Supervision stammt aus dem psychosozialen Bereich („nonprofit“ bzw. „socialprofit“). Supervision wird zunehmend auch in der Wirtschaft („Profit“) angewendet, dort aber oft unter der neudeutschen Bezeichnung „Coaching“. Führungskräfte im psychosozialen Bereich nennen die Methode eher „Supervision“ (insbesondere, wenn sie klientennah arbeiten oder eine niedrige Führungsposition ausfüllen). Führungskräfte mit höheren Positionen und solche in der Wirtschaft nennen es eher Coaching.
Supervision zielt eher auf das Verhalten von Fachleuten gegenüber Klienten, Kunden, Patienten, oft unter Einbezug des ganzen Teams und in Bezug auf die Organisation. Coaching zielt eher auf das Verhalten von einzelnen Führungskräften gegenüber Mitarbeitern.
Supervision und Therapie
Persönlichkeitsentwicklung ist ein wesentliches Element von Supervision, manchmal auch mit therapeutischen Inhalten, aber eben nur eines unter vielen. In der Psychotherapie hingegen sind die Entwicklung der Persönlichkeit und das Beheben von Störungen das zentrale Element.

## Forschungsstand
Die Erforschung der Supervision ist eine junge Disziplin und noch nicht lange an Universitäten und Forschungseinrichtungen verankert (z. B. FU Amsterdam, Kassel, Würzburg, Krems, Salzburg, EAG Hückeswagen, zak Basel). So steht die Forschung, aber auch die Theorieentwicklung noch in den Anfängen. Eine fundierte, eigenständige und allgemein anerkannte Supervisionstheorie liegt nicht vor. Eine übergreifende Praxeologie fehlt. Nach einer Dokumentation der internationalen Forschungslage gibt es bislang nur wenige kontrollierte Studien. Von einer generellen Wirksamkeit aller Supervisionsverfahren ist bisher nicht auszugehen, und schulenspezifische Wirksamkeitsstudien gibt es bislang nur vereinzelt. Wirkungen auf der Ebene des Supervisandensystems sind (unspezifisch) nachgewiesen: die Supervidierten geben an, von Supervision zu profitieren, Teamkommunikation verbessert sich, Problembewusstsein wächst. Nachgewiesen wurden positive Veränderungen der Kommunikationsstrukturen in einer Supervisionsgruppe, was eine neue Forschungsperspektive auf Supervisionsprozesse eröffnet (Diskursanalyse) und die Annäherung von Methoden der Wirkungsforschung schulischer und supervisorischer Lernprozesse nahelegt. Burnoutprophylaktische Wirkungen auf der Ebene des Klienten/Patientensystems sind bislang, anders als vielfach angenommen, noch nicht nachgewiesen worden. Zahlreiche Studien zeigten bis 2009: die Akzeptanz in den verschiedenen Feldern ist sehr unterschiedlich, in sozialpädagogischen Bereichen ist sie gut, in klinischen und gerontologischen Bereichen ist sie nicht sehr hoch. So werden in drei Multicenterstudien (D-A-CH) von den befragten Schwestern, Pflegern, Altenhelfern bei ihren Supervisoren mangelnde Feldkompetenz (z. B. Institutionswissen) und Fachkompetenz (pflege- und gerontowissenschaftliche Kenntnisse) beklagt (nur knapp 30 % der Supervisoren wurden in diesem Bereich als feld/fachkompetent attribuiert).

## Supervision in der Psychotherapieausbildung
In der Ausbildung  von Psychotherapeuten ist in Deutschland entsprechend der „Ausbildungs- und Prüfungsverordnung für Psychologische Psychotherapeuten (PsychTh-APrV)“ eine Supervision zwingend vorgesehen. Dabei handelt es sich um die Überwachung der therapeutischen Tätigkeit des auszubildenden Therapeuten durch einen erfahrenen Kollegen oder Lehrtherapeuten. Die Qualifikation des überwachenden Therapeuten ist in der Ausbildungsordnung bestimmt:
„§ 4 Praktische Ausbildung:
(3) Voraussetzungen für die Anerkennung als Supervisor nach Absatz 2 Satz 2 sind:
1. eine mindestens fünfjährige psychotherapeutische Tätigkeit in der Krankenbehandlung nach der Approbation zum Psychologischen Psychotherapeuten oder nach Abschluss einer ärztlichen Weiterbildung in der Psychotherapie, schwerpunktmäßig auf dem Gebiet des wissenschaftlich anerkannten Verfahrens, das Gegenstand der praktischen Ausbildung ist,
2. eine mindestens dreijährige Lehrtätigkeit an einer Ausbildungsstätte und
3. die persönliche Eignung.“

### Monographien und Sammelbände
- Nando Belardi: Supervision und Coaching. Für Soziale Arbeit, für Pflege, für Schule. 4. Auflage. Lambertus-Verlag, Freiburg 2020, ISBN 978-3-7841-3103-0.
- Albrecht Boeckh: Methodenintegrative Supervision. Ein Leitfaden für Ausbildung und Praxis (= Leben lernen. 210). Klett-Cotta, Stuttgart 2008, ISBN 978-3-608-89063-1.
- Ferdinand Buer (Hrsg.): Praxis der psychodramatischen Supervision. Ein Handbuch. Leske + Budrich, Opladen 2001, ISBN 3-8100-3073-2.
- Gerhard Fatzer (Hrsg.): Supervision und Beratung. Ein Handbuch. 11. Auflage. EHP – Edition Humanistische Psychologie, Köln 2005, ISBN 3-926176-27-X.
- Katharina Gröning: Supervision: Traditionslinien und Praxis einer reflexiven Institution. Psychosozial, Gießen 2013, ISBN 978-3-85452-568-4.
- Norbert Lippenmeier (Hrsg.): Beiträge zur Supervision. 10 Bände, Verlag Gesamthochschule Kassel, 1995.
- Heidi Möller: Was ist gute Supervision. Klett-Cotta, Stuttgart 2001, ISBN 3-608-94007-3.
- Hilarion G. Petzold: Integrative Supervision, Meta-Consulting, Organisationsentwicklung. Ein Handbuch für Modelle und Methoden reflexiver Praxis. 2., überarbeitete und erweiterte Auflage. VS – Verlag für Sozialwissenschaften, Wiesbaden 2007, ISBN 978-3-531-14585-3.
- Harald Pühl (Hrsg.): Das aktuelle Handbuch der Supervision. Modelle, Praxis, Perspektiven. Psychosozial-Verlag, Gießen 2017, ISBN 978-3-8379-2645-3.
- Kornelia Rappe-Giesecke: Supervision für Gruppen und Teams. 3., vollständig überarbeitete und aktualisierte Auflage. Springer, Berlin u. a. 2003, ISBN 3-540-44298-7.
- Astrid Schreyögg: Supervision. Ein Integratives Modell. Lehrbuch zu Theorie und Praxis. 4., überarbeitete und erweiterte Auflage. VS – Verlag für Sozialwissenschaften, Wiesbaden 2004, ISBN 3-8100-4099-1.
- Silvia Schibli, Katja Supersaxo: Einführung in die Supervision. Haupt UTB, Bern/ Stuttgart/ Wien 2009, ISBN 978-3-8252-3249-8.
- Brigitte Schigl, Claudia Höfner, Noah A. Artner, Katja Eichinger, Claudia B. Hoch, Hilarion G. Petzold: Supervision auf dem Prüfstand. Wirksamkeit, Forschung, Anwendungsfelder, Innovation. Springer, Wiesbaden 2020, ISBN 978-3-658-27334-7.
- Volker Jörn Walpuski (2024): Zwischen Restauration und Inneren Reformen. Cora Baltussens transnational kontextualisiertes Leben und Wirken als Beitrag zur Entwicklung der Supervision in der Bundesrepublik Deutschland in den 1960er Jahren. Weinheim: Beltz Juventa (Edition Soziale Arbeit). ISBN 978-3-7799-7677-6.

### Zeitschriften
- Forum Supervision (seit 1993)
- Journal Supervision. Zeitschrift der Deutschen Gesellschaft für Supervision und Coaching e. V.
- Organisationsberatung Supervision Coaching (seit 1993)
- Supervision (seit 1982)